# Chiesa di Drothem
La chiesa di Drothem (in svedese Drothems kyrka) è una chiesa luterana medievale a Söderköping, in Svezia. La chiesa risale alla fine del XIII o XIV secolo ed è una delle due chiese medievali sopravvissute a Söderköping, l'altra è la chiesa di San Lorenzo (Sankt Laurentii kyrka). Entrambe le chiese sono associate alla diocesi di Linköping della Chiesa di Svezia.

## Storia
La chiesa di Drothem si trova alla periferia del centro medievale della città di Söderköping, su un terreno che un tempo apparteneva a un vicino maniero reale. In contrasto con la chiesa di San Lorenzo, la chiesa di Drothem era indicata come la "chiesa del contadino" e utilizzata come chiesa parrocchiale dalla popolazione rurale piuttosto che da quella strettamente urbana. La chiesa attuale era probabilmente preceduta da una chiesa in legno all'incirca sullo stesso sito. Resti di un monastero francescano sono stati scavati nelle immediate vicinanze della chiesa di Drothem, inducendo gli studiosi a credere che la chiesa abbia iniziato la sua storia come parte del monastero, che a sua volta fu fondato su terreni donati dal vicino maniero reale.
Le prime testimonianze scritte che menzionano la chiesa risalgono al 1307, ma la costruzione della chiesa iniziò durante la seconda metà del XIII secolo. L'attuale sacrestia è la parte più antica della chiesa. Le successive modifiche sono state abbondanti, poiché la chiesa è stata danneggiata sia da incendi in diverse occasioni, sia durante la Guerra del nord dei sette anni, quando le truppe danesi al comando di Daniel Rantzau hanno causato danni alla chiesa. Nel 1586, la chiesa era ancora in rovina e la congregazione pregò il re (Giovanni III di Svezia) di aiutare a finanziare le riparazioni.

## Architettura
La chiesa è costruita in pietra con alcuni dettagli in mattoni e imbiancata. Sia la facciata ovest che quella est sono decorate con archi ciechi e frontoni a gradini. Pesanti contrafforti sostengono l'edificio. Il tetto è in scandole. La chiesa ha un campanile esterno. All'interno la chiesa è divisa in tre navate da due file di pilastri, che sostengono le volte gotiche. La pala d'altare è un trittico di scuola tedesca. Secondo una nota scritta in tedesco medievale e rinvenuta sull'altare, fu realizzata nel 1512 da un artigiano chiamato Vlögel. Il fonte battesimale è del XIII secolo. Altri dettagli interni degni di nota sono il pulpito con baldacchino del 1704 e un dipinto d'altare del XVII secolo, che originariamente faceva parte di un epitaffio.

## Galleria d'immagini

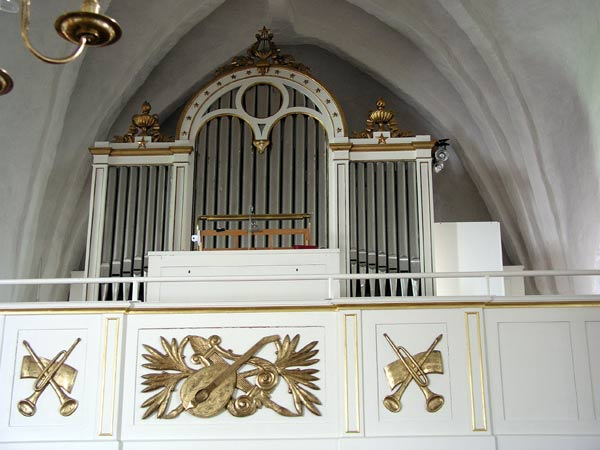
Organo
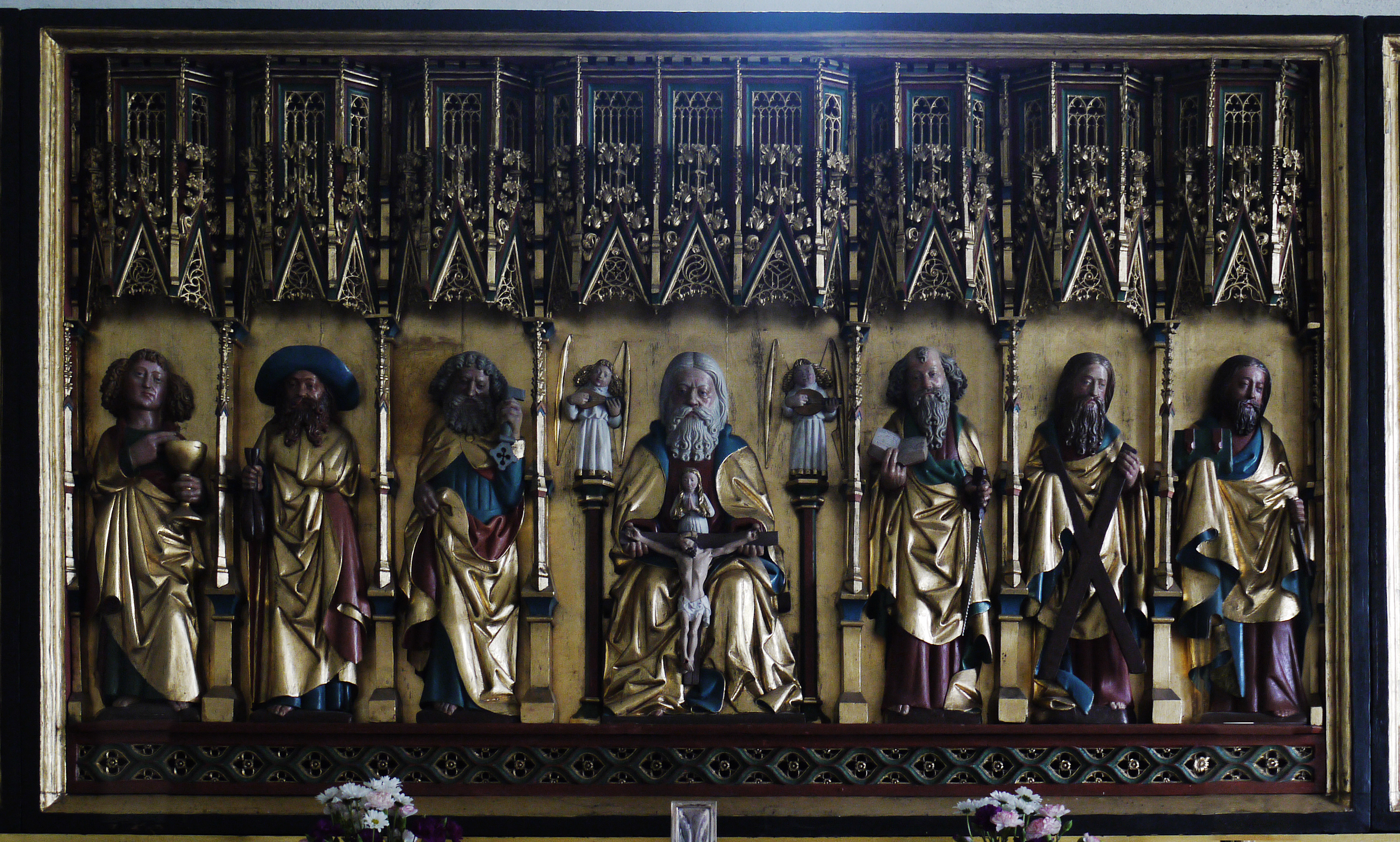
Particolare del trittico
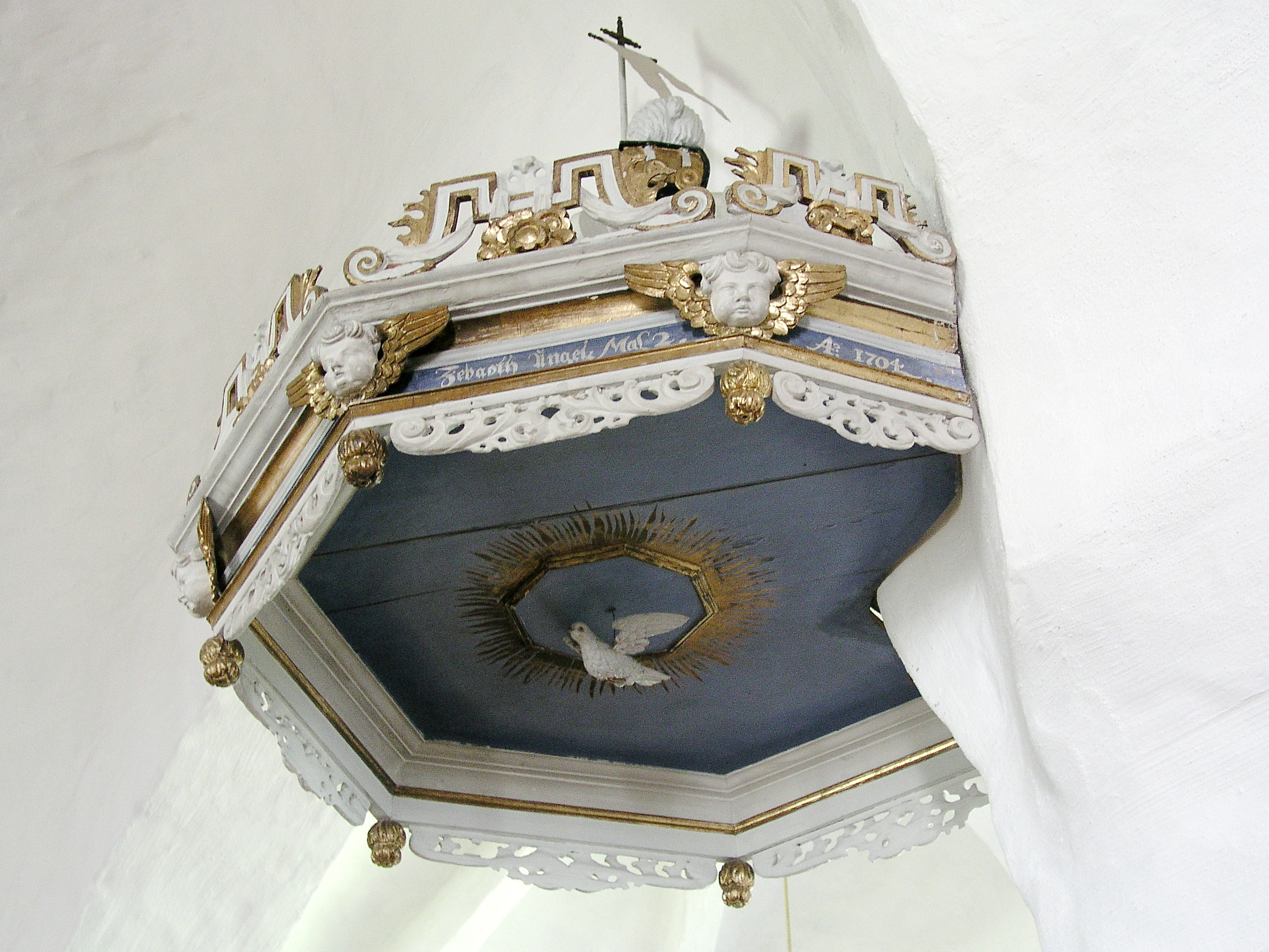
Baldacchino del pulpito
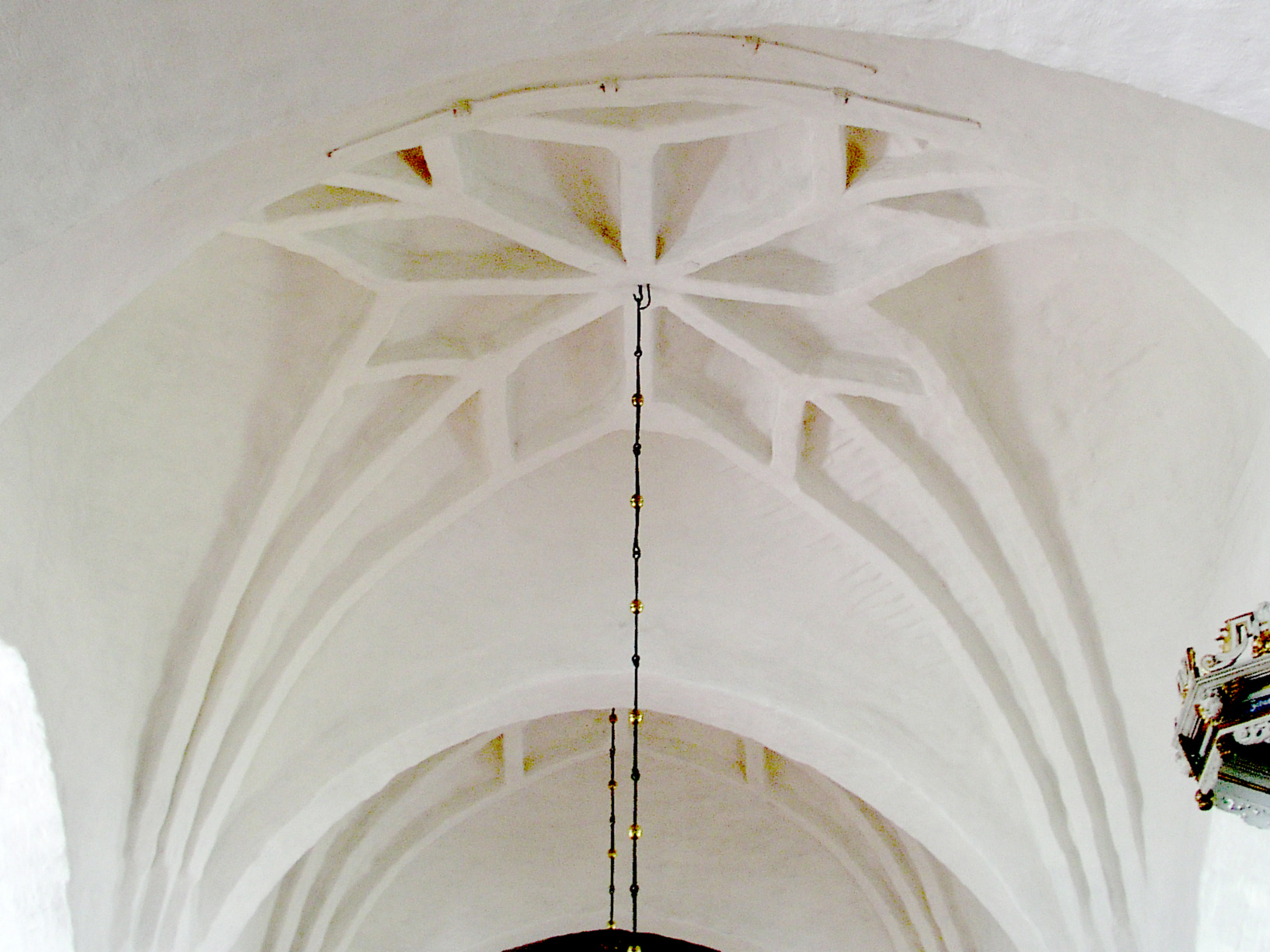
Volta